# أكثر من ذلك (أغنية ون دايركشن)
«أكثر من ذلك» (بالإنجليزية: More than This)‏ هي أغنية من قبل فرقة الفتيان الإنجليزية-الأيرلندية ون دايركشن من ألبومهم الإستوديو الأول، مستيقظين طوال الليل (2011). أُنتجت بواسطة بريان رولينغ وبول ميهان، وتم تلحينها بواسطة جيمي سكوت. مدعومة في المقام الأول من قبل السنثسيزر، والمسار هو أغنية بوب صوتي عن الحب غير المُتبادل. أغنية «أكثر من ذلك»، وهي أغنية الألبوم المنفردة الرابعة والأخيرة، تم إصدارها رقمياً بواسطة موسيقى سايكو في 25 مايو 2012.
حصلت أغنية «أكثر من ذلك» علي مراجعات عامة مواتية من النقاد، والذين أثنوا علي البالادرية، ولكن تم ترسيمها فقط علي القوائم الأسترالية والأيرلندية. يصور الفيديو الموسيقي المُصاحب، من إخراج آندي سوندرز، المجموعة تؤدي المسار مباشر كجزء من جولتهم جولة مستيقظين طوال الليل (2011–12). قامت فرقة ون دايركشن بأداء البالاد خلال جولتين من جولاتهم الموسيقية الرئيسية: جولة مستيقظين طوال الليل (2011–12) وجولة خذني إلي المنزل (2013).

## وصلات خارجية
الفيديو الموسيقي الرسمي على يوتيوب.